# Arroyo Yaguarón Chico
El arroyo Yaguarón Chico es un curso de agua uruguayo y brasileño, ubicado en el departamento de Cerro Largo y el Estado de Río Grande del Sur, nace en la Cuchilla de las Tunas en territorio gaúcho, posteriormente marca parte de la Frontera entre Uruguay y Brasil y desemboca en el río Yaguarón.